# Sedum glabrum
Sedum glabrum är en fetbladsväxtart som först beskrevs av Joseph Nelson Rose, och fick sitt nu gällande namn av Praeger. Sedum glabrum ingår i Fetknoppssläktet som ingår i familjen fetbladsväxter. Inga underarter finns listade i Catalogue of Life.